# John Howard Northrop
John Howard Northrop (5. července 1891 Yonkers – 27. května 1987 Wickenburg) byl americký biochemik, který v roce 1946 spolu s Jamesem Sumnerem a Wendellem Stanleyem získal Nobelovu cenu za chemii za „přípravu enzymů a virových proteinů v čisté formě“. Byl emeritním profesorem na Kalifornské univerzitě v Berkeley.

## Biografie
V roce 1915 získal Ph.D. v chemii na Kolumbijské univerzitě. Během první světové války se věnoval výrobě acetonu a ethanolu přes kvašení. To ho dovedlo ke studiu enzymů.
V roce 1929 izoloval a krystalizoval pepsin a určil, že je to bílkovina. V roce 1938 jako první izoloval a krystalizoval bakteriofága (vir napadající bakterie) a zjistil, že je to nukleoprotein. Izoloval a krystalizoval i několik dalších enzymů.
Mezi lety 1916 a 1961 byl zaměstnán na Rockefellerově univerzitě. V roce 1949 se stal profesorem bakteriologie a později biofyziky na Kalifornské univerzitě v Berkeley.
V roce 1917 se oženil s Louise Walker, se kterou měl dvě děti: Johna, oceánografa, a Alice, která si vzala laureáta Nobelovy ceny Fredericka Robbinse. V roce 1987 spáchal sebevraždu.